# Josephine Rydholm
Carolina Josefina "Josephine" Rydholm, född 27 maj 1827 i Uddevalla, död där 5 april 1880, var en svensk fotograf. 
Hon öppnade en egen ateljé på Södra Drottninggatan 13 i Uddevalla 1860, där hon blev stadens lokala pionjär inom fotokonsten. Hon tillhörde den första generationen svenska fotografer, liksom kvinnliga fotografer. Hon var mentor åt den prisbelönta fotografen Maria Lundbäck (1857–1927), som övertog hennes ateljé.